# Бресс, Жак
Жак Бресс (фр. Jacques Antoine Charles Bresse; 9 октября 1822, Вьен — 22 мая 1883, Париж) — французский инженер и математик, имя которого включено в Список 72 имён на Эйфелевой башне.

## Биография
Окончил Политехническую школу (Париж) в 1843 году и получил образование в области машиностроения в Национальной школе мостов и дорог. Вернулся в Национальную школу мостов и дорог в 1848 году в качестве инструктора курсов прикладной механики и в 1853 году получил звание профессора прикладной механики, сменил Жан-Батиста Шарля Беланже, после чего преподавал в Школе до своей смерти в 1883 году.

## Публикации
- Bresse, Jacques Antoine Charles, Water-wheels; Or, Hydraulic Motors, John Wiley & Sons, New York 1869.

## Награды и звания
- 1874 — Премия Понселе.
- 1880 — Член Французской академии наук
- 1880 — Орден Почётного легиона.